# Józef Śliwicki
Józef Śliwicki né le 26 décembre 1867 à Varsovie et mort le 7 novembre 1944 à Jędrzejów est un acteur de cinéma et réalisateur polonais.

## Filmographie
- 1912 : Krwawa dola
- 1921 : Na jasnym brzegu, le peintre Świrski
- 1922 : Tajemnica przystanku tramwajowego
- 1922 : Strzał, le directeur Groński
- 1923 : Niewolnica miłości
- 1924 : Miłość przez ogień i krew, le vétéran de 1863
- 1926 : Trędowata, le comte Barski
- 1926 : O czym się nie myśli
- 1927 : Ziemia obiecana, le banquier Zucker
- 1927 : Uśmiech losu, l'avocat Szamocki
- 1928 : Pan Tadeusz
- 1934 : Przeor Kordecki - obrońca Częstochowy, Jean II Casimir Vasa
- 1936 : Bolek i Lolek
- 1938 : Profesor Wilczur

## Récompenses et distinctions
- Croix de commandeur dans l'Ordre Polonia Restituta en 1938.
- Croix d'or du mérite polonais (Złoty Krzyż Zasługi) en 1933.